# LaFleur (Lost)
2009. március 4-én került először adásba az amerikai ABC csatornán a sorozat 92. részeként. Elizabeth Sarnoff és Kyle Pennington írta, és Mark Goldman rendezte. Az epizód Sawyer-centrikus.
|  | Alább a cselekmény részletei következnek! |

## Az előző részek tartalmából
Ben költöztető művelete kimozdította a Szigetet az időben, így időugrások sora kínozta a túlélőket, még halálos áldozatot is követelt Charlotte személyében. Locke szerint az Orchideában tudják leállítani a folyamatot, de ehhez az is kell, hogy akik elhagyták a Szigetet, visszatérjenek. Mikor John leereszkedett az Orchideánál található kút mélyébe, újabb idősík-váltás következett be, minek következtében a férfi lezuhant. A kötél, amin lemászott, már nem a kútba, hanem a földbe vezetett.

## A folytatás. Ismeretlen időpont
Sawyer kétségbeesetten próbálja eltakarítani a talajt a kötél környékén. Juliet leállítja azzal, hogy nem tehetnek semmit, mivel egy olyan idősíkban vannak, ahol a kút még nem épült meg. Miles a távolba meredve kijelenti, jóval előtte vannak, majd abba az irányba mutat, ahol felfedezett valamit. A négy ember követi tekintetét, és meglátnak egy hatalmas szobrot, ami jóval a dzsungel fái fölé magasodik. Az építmény hátulról leginkább egy ókori egyiptomi istenre, Tauretre hasonlít. Ezalatt Locke a kút mélyén a helyére rakja a kereket, s ezzel egy újabb, az addigiaknál sokkal erősebb, földrengéshez hasonló időutazást vált ki.

## 1974
A kút ismét a helyén van, James egyből le is ereszkedne, ám ekkor meglátja, hogy a lyukat már beborította a föld. Hamarosan észreveszik, hogy elmúlt a fejfájásuk, és már az orruk sem vérzik. Ezek szerint John sikeresen végrehajtotta a tervét. Ford szerint már csak várniuk kell. Juliet megkérdezi, mégis meddig, mire azt a választ kapja, hogy ameddig csak kell.

## 1977
Egy Jerry nevű Dharma-alkalmazott a biztonsági központban elindít egy zenét, majd elkezd táncolni Rosie nevű barátnőjével. Megjelenik Phil, aki ennek nem örül, mivel ha LaFleur rájön, mit csinálnak munkaidőben, annak rossz vége lesz. Rosie a veszekedés közben ránéz az egyik TV-re. Látja, hogy egy férfi a szónikus kerítésnél szédeleg. Szól a két férfinek, akik ráközelítenek az alakra, és felismerik benne Horace-t. Horace részegen elővesz a táskájából egy dinamitot, meggyújtja, s elhajítja egy közeli fához, ami egyből fel is robban. Phil azonnal kiküldi Rosie-t, s kijelenti, fel kell ébreszteniük LaFleurt. Jerry eleinte nem örül az ötletnek, de belátja, hogy komoly gondjuk származhat abból, ha Horace felrobbantja magát, ezért elszaladnak főnökük házához. Phil bekopog, LaFleur pedig hamarosan ajtót nyit. A két alkalmazott azonnal kihúzza magát, és jelentik, mit művel Mr. Goodspeed. LaFleur megfordul, ekkor láthatjuk, hogy ő igazából Sawyer, aki nem nagyon örül a rossz hírnek. Gyorsan magára húzza overallját, amin a Head of Security (biztonsági szolgálat vezetője) munkakör szerepel, majd elindul, hogy megoldja az ügyet.
Sawyer egy kisbusszal felveszi Miles-t, aki szintén a biztonságiaknál dolgozik, és együtt elhajtanak a kerítéshez. Kijelenti, hogy fű alatt kell csinálniuk az egészet, mivel nem szabad kiderülnie, hogy Horace iszik. Néhány perc múlva kiérnek a területre, ahol James kiadja a feladatot Straume-nak: szedje össze a dinamitokat, és oltsa el a tüzet, ő majd addig hazaviszi Goodspeedet. A kínai először tiltakozik a megosztás ellen, de aztán Ford rávilágít a lényegre: így ő fogja elmagyarázni Amy-nek, hol találtak rá Horace-ra. Sawyer haza is szállítja a kiütött férfit, és elmondja a terhes Amy-nek, mi történt. A nő szerint ez azért fordulhatott elő, mert veszekedtek Paul miatt. Többet azonban nem tud mondani, mert megindul a szülés.

## 1974
Jinék megérkeznek Danielhez, aki azt motyogja maga elé, hogy „nem mondom el neki”. Juliet megkérdezi, hol van Charlotte. A fizikus könnyes szemmel közli, hogy meghalt. Volt egy újabb időutazás, aminek során a teste eltűnt, ők pedig hátra maradtak. Sawyer egyből rákérdez, hogy abbamaradtak-e a villanások. Faraday szerint már nem lesz több, éppen ezért abban az időben kell boldogulniuk, ahol most vannak. Ezt követően a férfi visszatér monológjához. James úgy gondolja, vissza kell menniük a partra, Locke-ék úgyis ott fogják őket először keresni. Miles nem pártolja az ötletet, mivel a tábor eltűnt, ráadásul bármikor rájuk támadhatnak. Burke Ford mellé áll, mire Straume kijelenti, ennek az egésznek az lesz a vége, hogy oda-vissza fognak ingázni az Orchidea és a part között. Sawyer beolvas a kínainak, aztán elindul a part felé, ahova végül a többiek is követik. 
Útközben Juliet közli, szerinte is rossz ötlet visszatérni a táborba, de még mindig jobb, mintha nem lenne semmiféle tervük. Ekkor két lövést hallanak a közelből. A fegyvereiket beélesítik, és a hang forrása felé indulnak. A bozótok mögül látják, ahogy két férfi egy hátráló nő felé közelít, majd az egyikük zsákot húz a fejére. A nő egy Paul nevű férfit emleget, akit a támadói lelőttek. Miles nem szeretné, ha beavatkoznának, így Danielhez fordul segítségért, hátha azt mondja, hogy nem tudnak semmit se tenni. Faraday csak annyit mond, hogy nem számít, mit tesznek, mert ami történt, megtörtént. James Juliet segítségét kéri, s elindul az ismeretlenek felé. Felszólítja őket, hogy dobják el a fegyvereket, ám az egyikük rálő. Burke időben kapcsol, lelövi a támadót, és Ford sem habozik, végez a másikkal. Ezt követően leveszi a nő fejéről a zsákot, így láthatjuk, hogy ő Amy.
Juliet Paul Dharma-egyenruhája alapján feltételezi, hogy a ’70-es vagy a ’80-as években vannak. Sawyer valószínűsíti, hogy a támadók a Többiek lehettek, de ezt Burke nem tudja alátámasztani, mivel nem ismeri őket. Jin az egyik halottnál talál egy adóvevőt. Juliet szerint indulniuk kell, ezt pedig James is jó ötletnek tartja. Odamegy Amy-hez, és megkéri, hogy tartson velük. A nő gyanakodik, tudni szeretné, kik a megmentői. Ford azt állítja, hogy a Tahitira tartó hajójuk zátonyra futott a közelben, így kerültek a Szigetre. Kifejti, hogy a támadók talán szóltak az adóvevőn a társaiknak, akik hamarosan odaérhetnek, ezért távozniuk kell. Amy egy fegyverszünetre hivatkozva tudatja, hogy el kell temetniük a halottakat, Pault pedig haza kell vinniük. Jin felajánlja, hogy ő majd cipeli a testet, aki mint megtudjuk, Amy férje volt.
Sawyer a Barakkokba tartó úton megkéri társait, hogy hagyják őt beszélni, ő majd tálalja a történetüket, hiszen profi a hazudozásban. Juliet ráüvölt Danielre, hogy álljon meg. Megérkeztek a szónikus kerítéshez. Burke felszólítja Amy-t, hogy kapcsolja ki a berendezést. A nő először értetlenkedik, de végül odamegy a kapcsolóhoz, beír egy kódot, és elővesz valamit a dobozból. Ford felszólítja Amy-t, hogy először menjen át ő a kerítésen. A nő átsétál, nem történik semmi. A csapat is belép az oszlopok közé, ekkor azonban a berendezés működésbe lép, az emberek pedig a földre esnek, ahol egy ideig vergődnek, majd elterülnek. Ekkor Amy kivesz a füleiből egy pár füldugót.

## 1977
Az Amy-t vizsgáló orvos közli, a gyerek farfekvéses, császármetszést kell végrehajtani, amihez ő nem ért. A gyereket két héttel későbbre várták, addigra egy tengeralattjáró kivitte volna őket a külvilágba, hogy ott születhessen meg a baba. Sawyer elmegy egy autójavító műhelybe, ahol Juliet az egyik kisbuszt szereli. Röviden vázolja neki a helyzetet, és megkéri, hogy műtse meg Amy-t. Burke ellenkezik, mivel a kezei között eddig minden terhes nő meghalt. James azonban felveti annak a lehetőségét, hogy talán még nem áll fenn az a probléma, ami miatt később a terhes nők meghalnak. Együtt visszamennek a vajúdó Amy-hez. Juliet felsorolja, mikre lesz szüksége, de az orvos szerint ehhez Horace beleegyezése szükséges. Ford közli, ő most Horace nevében beszél, és azt akarja, hogy hajtsák végre a műtétet. Amy is kijelenti, hogy Burke-öt akarja szülésznek. Sawyer biztatja Julietet, aztán kimegy az épületből. Megjelenik Jin, akinek szintén elmondja, mi történt. Kwon is beszámol a történtekről: átnézték az 1-3-3-as körzetet, de nem találták Locke-ékat. James megkéri, hogy folytassák az 1-3-4-es szektorral. A koreai szeretné tudni, meddig folytatják még a kutatást, mire azt a választ kapja, hogy addig, ameddig csak kell. Közben Juliet kilép a műtőből, és kijelenti, hogy Amy és a kisfiú is jól vannak.

## 1974
Sawyer magához tér. Horace Goodspeed tudatja, a barátai jól vannak. Megköszöni a férfi segítségét, s elmondja, hogy az ellenséges bennszülöttekkel nem ápolnak túl jó kapcsolatot, ezért szigorú biztonsági előírásaik vannak. Ezt követően megkérdezi Jamest, hogy kicsoda. A férfi azt válaszolja, hogy a neve James „Jim” LaFleur, és a hajójukkal zátonyra futottak a közelben. Egy Fekete Szikla nevű hajóroncs után kutattak. Miután partra mosta őket a víz, észrevették, hogy a legénység egy része eltűnt, őket keresték a dzsungelben, mikor Amy-vel találkoztak. Horace kijelenti, hogy a Szigeten csak a Dharma tagjai tartózkodhatnak, ezért Jiméket reggel elviszi a tengeralattjárójuk Tahitira, és ha előkerül a legénység többi tagja, utánuk küldik őket.
A csapat többi tagja a szabad ég alatt, vacsorával üldögél egy asztalnál. Miles szerint elszúrták az egészet, Sawyer valószínűleg már az időutazást ecseteli. A kínai megkérdezi Julietet, hogy mit néz. A nő felfedi, hogy neki is volt háza a faluban, mivel a Többiek elüldözték onnan a Dharma alkalmazottjait, ő pedig 3 éve a Szigetre került. Jin afelől érdeklődik Danielnél, hogy várható-e még villanás. A fizikus kijelenti, hogy nem lesz több, és előveszi korábbi hasonlatát: a bakelit újra forog, csak nem azt a számot hallgatják, amit szeretnének. Ekkor meglát egy vörös hajú kislányt, aki az apja után kérdez az anyjánál. Faraday hamar felismeri benne a fiatal Charlotte-ot. Ezt követően odalép hozzájuk Horace és James. Goodspeed felvilágosítja őket, hogy hamarosan megmutatják nekik a szállásukat, addig LaFleur értesíti őket a fejleményekről. Sawyer elmondja társainak, hogy a férfi bevette a történetüket, de reggel elviteti őket Tahitira. Miles már újabb vitát kezdeményezne, mikor megszólal a riasztó a faluban. Az emberek berohannak a házukba, és a korábban már látott Phil is megjelenik, hogy bekísérje a jövevényeket az egyik házba. Juliet és Ford az ablakhoz állnak, és látják, ahogy a fák közül előlép egy fáklyás ember. A férfi leszúrja a világító eszközét a földbe, és besétál az egyik lámpa fényébe, ekkor ismerjük fel őt: Richard Alpert.
Horace kimegy hozzá, üdvözlik egymást. Goodspeed szóvá teszi, hogy Richard szólhatott volna neki a látogatásáról, mert akkor kikapcsolta volna a kerítést. Alpert kijelenti, a kerítés rá és az embereire nem hat. Egyedül a tűzszünet miatt nem támadnak, de a Dharma megszegte a szerződést. A látogató azért jött, hogy megtudja, hol van a két embere. Egy ideig vitáznak, aztán Horace bemegy a házba, és kikérdezi Sawyert, mennyire alaposan temették el a támadókat. Azt a választ kapja, hogy ez csak attól függ, mennyire elszántan keresik őket. Goodspeed odafordul Philhez, és utasítja, szóljon be a Nyíl állomásra, hogy 1-es szintű riadó van. Ezt követően készítsék elő az ágyúkat, és növeljék a kerítés hatóerejét a maximumra. James közli, majd ő beszél Alperttel, ezért ki is megy a férfihez. Köszönti Richardot, és elmondja, hogy történt az eset. A férfi rákérdez, tudják-e a társai hogy ezt megosztja vele, mire Ford felfedi, ő nem a Dharma tagja. Leül a Többiek vezetője mellé, és megkérdezi, elásták-e a Jughead nevű bombát. Richard nem hisz a fülének, ám Sawyer még azzal is bizonyítja igazát, hogy beszámol Locke látogatásáról a Többiek táborában. Ezek alapján Richard már hisz neki, de ez nem oldja meg a problémájukat. Az emberei igazságot követelnek.
Amy Paul holtteste fölött gyászol. Megkérdezi Horace-t, hogy Alpert távozott-e már. Goodspeed közli, még nem, de LaFleur tisztázta a helyzetet, hogy fenntarthassák a tűzszünetet. Alpert viszont magával akarja vinni Paul testét. Ha nem kapja meg, akkor annak következményei lesznek a Dharma Kezdeményezésre nézve. Amy beleegyezik, ám még mielőtt átadná férje testét, leveszi a nyakából az ankh (egyiptomi jelkép, az életet szimbolizálja) nyakláncot, és sírva távozik. Sawyer is elhagyná a házat, de Horace előbb elmondja neki, hogy a tengeralattjárójuk két hét múlva visszatér, addig maradhatnak, hátha megtalálják a legénységük többi tagját.
James kisétál Juliethez, aki a tengeralattjáró melletti mólón üldögél. Ismerteti vele Goodspeed döntését, és reményét fejezi ki, hogy addigra Locke-ék is visszatérnek. Burke emlékezteti a férfit, John azért ment el, hogy megmentse őket. Ez pedig sikerült, mivel már nincs több időutazás, se orrvérzés. Éppen ezért ő el fogja hagyni a Szigetet. Ford felhívja rá a figyelmét, hogy odakint még csak 1974 van, még nem létezik semmi, amiért vissza kellene menniük. Ám ez a nőt nem érdekli. Sawyer utolsó lehetőségként meg felhozza, hogy akkor egyedül maradna, mivel se Daniellel, se Miles-szal, se Jinnel nem tud jókat beszélgetni, és ők nem is állnak ki mellette, nem úgy, mint Juliet. A férfi megkéri a doktornőt, hogy két hétig maradjon még. Ebbe Burke végül bele is egyezik.

## 1977
Sawyer a faluban sétálgat. Letép egy virágot az egyik virágágyásból, majd belép egy házba, ahol már terítve van a vacsorához. Juliet még a konyhában tevékenykedik, mikor James előemeli a virágszálat. Megjegyzi, hogy nagyszerű volt aznap. A következő pillanatban már átölelik egymást, „szeretlek”-et mondanak egymásnak, végül pedig elcsattan egy csók is.
Sawyer egy könyvet olvas, mikor Goodspeed ébredezni kezd. Közli vele, hogy van egy jó és egy rossz híre is. A jó az, hogy apa lett, a rossz pedig az, hogy lemaradt a fia születéséről. Horace teljesen maga alatt van, hogy kihagyta a nagy pillanatot. James kérdésére elmondja, miért is vesztek össze Amy-vel: ki akart venni egy zoknit a nő szekrényéből, mivel az övéi koszosak voltak. Ekkor látta meg, hogy a fiók alján ott hever Paul nyaklánca. Megkérdezi Jimet, hogy szerinte három év elég idő-e ahhoz, hogy elfelejtsen valakit? Ford elmesél neki egy történetet: régen nagyon odavolt egy nőért, akinél meg is volt az esélye, de nem használta ki. Jó ideig csak azon gondolkodott, hogy valaha el tudja-e majd felejteni. Most már alig emlékszik rá. Éppen ezért szerinte három év bőven elég a felejtéshez.
Reggel csörög a telefon a hálószobában. Sawyer áthajol Juliet fölött, és felveszi a készüléket. Pár pillanat múlva teljesen magához tér. Megkéri a hívót, hogy ne hozza őket a faluba, hanem találkozzanak az északi völgyben. Kiugrik az ágyból, gyorsan felöltözik, és indul is. Julietnek csak annyit mond, Jin hívta, hogy sietnie kell. James egy terepjáróval hamarosan már ki is ért a völgybe. Megáll, kiszáll a járműből, és látja, hogy közeledik egy kisbusz is. A buszból Jin mellett előbújik Hurley, Jack, végül pedig Kate is. Az Oceanic Six első felének és Sawyernek a találkozását láthatjuk.